# Frederick Cooper
Frederick Cooper (New York, 1947) è uno storico e africanista statunitense che ha dedicato la propria attività di ricerca allo studio della storia dell'Africa, in particolare con riferimento agli impatti del colonialismo e della decolonizzazione.
È professore di storia alla New York University.
Cooper iniziò la propria carriera occupandosi dei movimenti sindacali nell'Africa orientale, e in seguito estese il proprio campo d'interesse a tutta la storia recente dell'Africa. È noto, fra l'altro, per la teorizzazione del concetto di "stato guardiano" (gatekeeper state) con riferimento alla particolare natura delle istituzioni statali africane.

## Opere (parziale)
- Plantation Slavery on the East Coast of Africa (Yale University Press, New Haven 1977)
- From Slaves to Squatters: Plantation Labor and Agriculture in Zanzibar and Coastal Kenya, 1890-1925 (Yale University Press, New Haven 1980)
- Decolonization and African Society: The Labor Question in French and British Africa (Cambridge University Press, Cambridge 1996)
- Africa Since 1940: The Past of the Present (Cambridge University Press, Cambridge 2002)
- Colonialism in Question: Theory, Knowledge History (University of California Press, Berkeley 2005)